# Zelinkiana
Genre
Zelinkiana est un genre de kinorhynches de la mer Noire, de la famille des Centroderidae.

## Systématique
Le genre Zelinkiana a été créé en 1974 par le biologiste russe Alexander Mikhailovich Cheremetievski (d) (1941-2005).

## Liste des espèces
- Zelinkiana adunca Sheremetevskii, 1974
- Zelinkiana pseudospinosa Sheremetevskii, 1974

## Publication originale
- Sheremetevsky, A.M., 1974 : « Kynorhyncha of the Black Sea », Zoologichesky Zhurnal, vol. 53, n. 7, p. 974-987.